# Полесье

Белорусское полесье

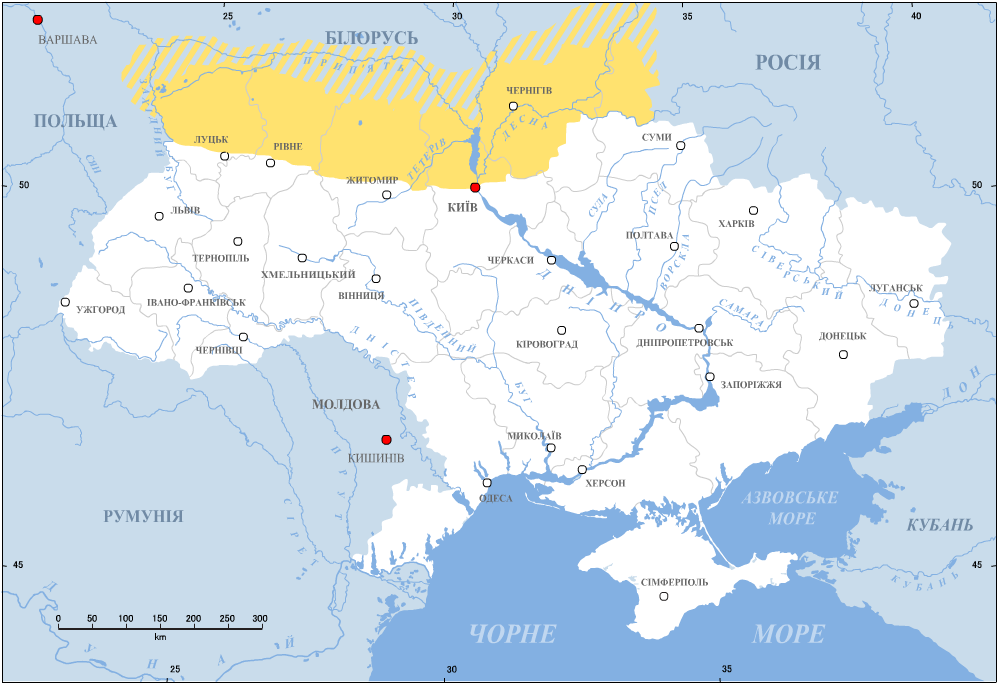
Украинское полесье

Поле́сье (бел. Пале́ссе, укр. Полі́сся, пол. Polesie) — историко-культурная и физико-географическая область, расположенная на территории Полесской низменности.
Полесье находится на территории четырёх современных государств: Беларуси, Польши, России и Украины. Общая площадь составляет около 130 тыс. км².

## Этимология

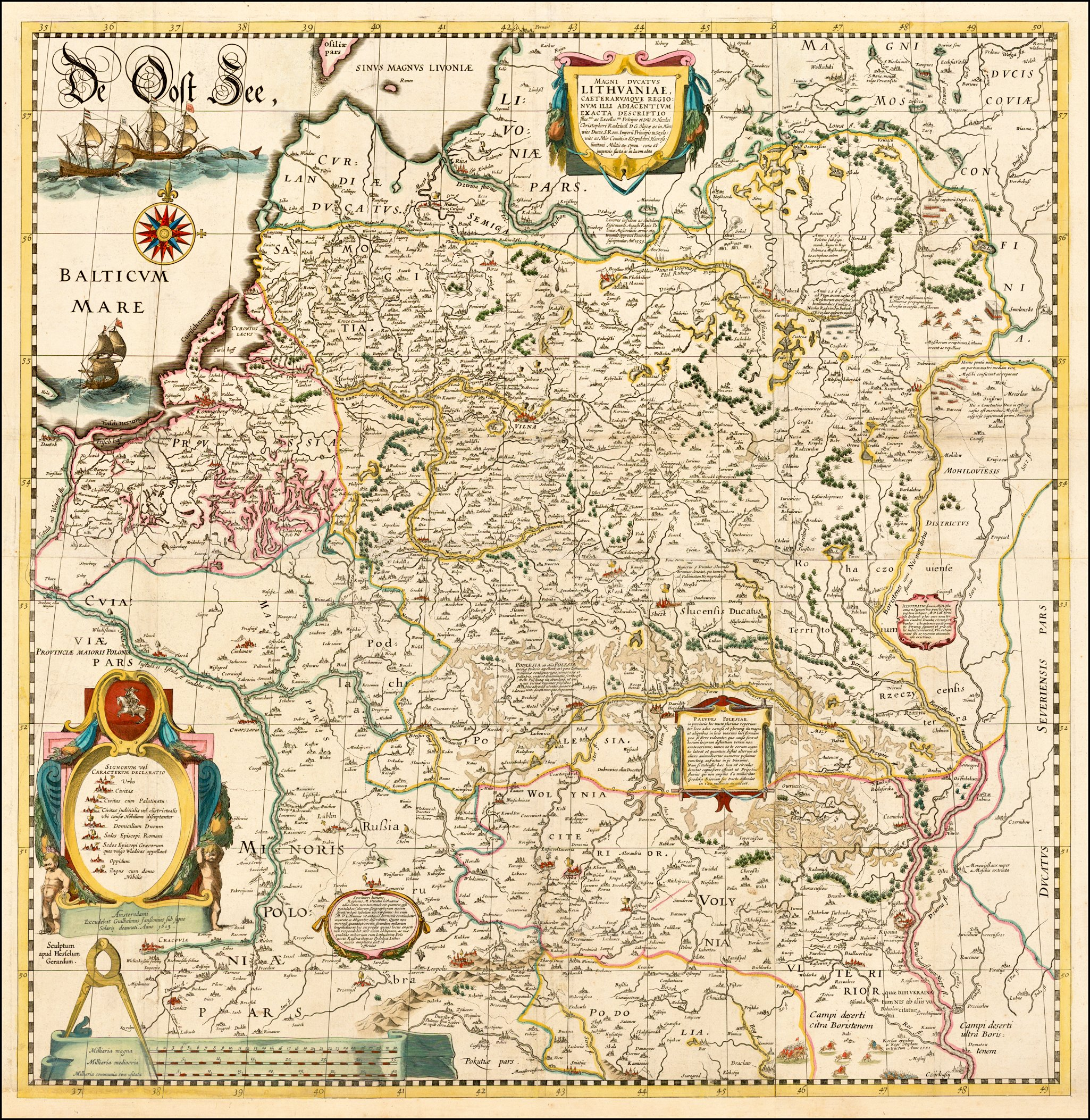
Карта Великого княжества Литовского, Томаш Маковский, 1613. Берестейское воеводство описано отдельно: «Подлесье (Podlesia), другие называют Полесье (Polesia), местные жители называют Полесье (Polesio), является частью Литвы, и граничит с Волынью, лесистая и болотистая, от того и название получила. Мёд и рыба в таком изобилии, что все соседние края употребляют рыбу отсюда. Сушат на воздухе и выставляют на продажу».

В литературе нет единого мнения по поводу происхождения топонима Полесье. Большинство исследователей придерживается мнения, что в основе термина лежит корень -лес-. Тогда Полесье — территория по лесу, то есть граничащая с лесом. Существует и другая точка зрения, согласно которой топоним происходит от балтского корня pol-/pal-, обозначающего болотную местность.
По мнению Фёдора Климчука, Полесьем могли называть местность, где лесные участки чередуются с открытыми болотными массивами.

## Природа

### Охрана природы
Для охраны редких природных комплексов в районе Шацких озёр в 1983 году был создан Шацкий национальный природный парк площадью 32 500 гектар. В 2002 году был создан Шацкий биосферный заповедник под эгидой ЮНЕСКО площадью 48 977 гектар. С польской стороны на территории Люблинского Полесья расположен открытый в 1990 году Полесский национальный парк площадью 9 760 гектар, который вместе с прилегающей территорией вплоть до восточной польской границы составляет Западнополесский биосферный заповедник. В 2004 году на базе республиканского ландшафтного заказника был создан биосферный заповедник «Прибужское Полесье», площадь которого составляет 48 024 гектар. В 2012 году все три биосферных заповедника объединились, образовав международный трансграничный биосферный заповедник «Западное Полесье» общей площадью 263 016 га. На равнинных территориях это единственная в мире трехсторонняя (создаваемая при участии 3 стран) охраняемая территория.
На территории Полесья (в Беларуси и Польше) находится также знаменитая Беловежская пуща.
На западе Гомельской области Беларуси расположен национальный парк «Припятский» общей площадью 188 485 гектар. Юго-восточнее Припятского национального парка в белорусской части зоны отчуждения на территории трёх наиболее пострадавших от аварии районов Гомельской области расположен крупнейший (более 215 тысяч гектар) в Беларуси Полесский государственный радиационно-экологический заповедник.
На Украине находятся следующие природные заповедники: Ровненский, Полесский, Древлянский и Черемский.
В России на территории Орловской области в 1994 году был создан национальный парк «Орловское полесье».
В 1986 году в результате аварии на Чернобыльской АЭС значительная часть территории Полесья подверглась радиоактивному загрязнению.

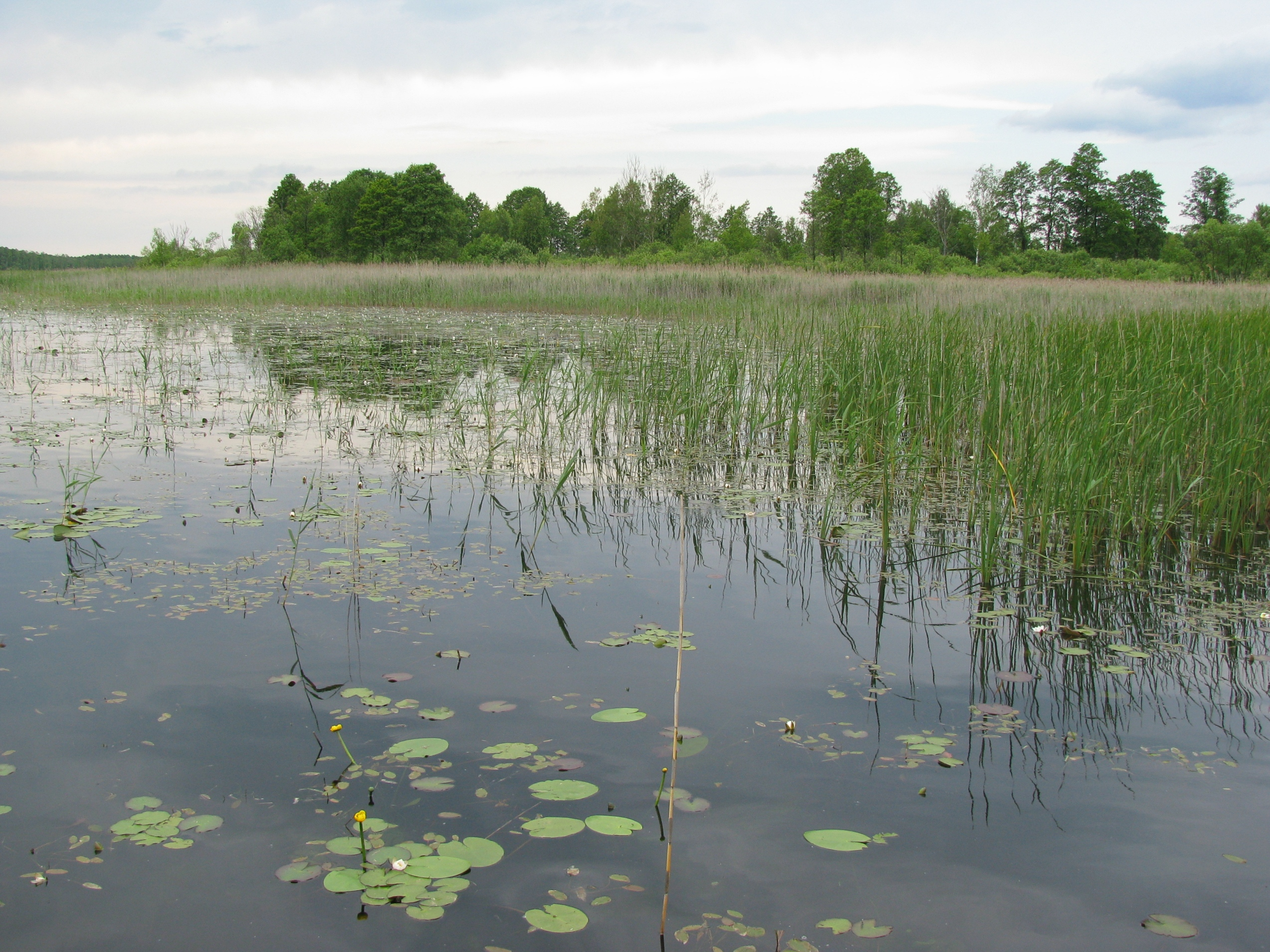
Озеро Луке в Полесском национальном парке (Люблинское воеводство)
«Полесский пейзаж», 1884
Шишкин, И. И. «Болото. Полесье», 1890

## Территория
В основном Полесье располагается на юге Беларуси и севере Украины, но также частично охватывает и территории Люблинского воеводства Польши и Брянской области, частично Орловской и Калужской областей России. Полесье находится в зоне смешанных лесов, южная граница региона проходит по границе леса и лесостепи.

### Белорусское Полесье
Белорусское Полесье занимает южные районы Брестской и Гомельской областей, а также некоторые районы Могилёвской (Глусский, Бобруйский, Осиповичский), Минской (Стародорожский, Любанский, Солигорский) и Гродненской (Свислочский) областей. Общая площадь региона составляет 61 тыс. км², то есть чуть менее 30 % территории Беларуси. Протяжённость территории региона с запада на восток составляет около 500 км, с севера на юг — около 200 км. Белорусское Полесье разделяют на Западное и Восточное. Условной границей между Западным и Восточным Полесьем считаются реки Ясельда и Горынь, а также участок Припяти между устьями этих рек.
Кроме того, Белорусское Полесье делится на пять физико-географических областей (перечисление с запада на восток): Брестское, Припятское, Загородье, Мозырское и Гомельское. Загородье — местность на юге Брестской области, основная часть Брестско-Пинского Полесья. В Белорусское Полесье кроме бассейна Припяти входят верхняя часть бассейна Щары, бассейны Мухавца и Брагинки

### Украинское Полесье
Украинское Полесье представляет собой широкую почти стокилометровую полосу на севере страны и составляет около 19 % от всей территории Украины. В зависимости от расположения относительно Днепра делится на правобережное и левобережное Полесье (иногда используются топонимы Западное и Восточное или Припятское и Наддеснянское Полесье). В зависимости от административного деления Украинское Полесье делится на шесть физико-географических областей: Волынское, Ровенское, Житомирское, Киевское, Черниговское и Сумское.

### Люблинское Полесье
В Польше к Полесью относятся некоторые регионы Люблинского воеводства: долина Буга в районе Воли-Ургуской и Ленчицко-Влодавское поозерье, известные как Люблинское или Западное Полесье. Западная граница Люблинского Полесья проходит по реке Вепш.

### Брянско-Жиздринское Полесье
Брянско-Жиздринское Полесье находится на территории Брянской области России.
Также к российскому Полесью относится Орловско-Калужское полесье: северо-западные районы Орловской области (Национальный парк «Орловское полесье») и юго-западные районы Калужской области (Жиздринский район, притоки верховья Десны).

## Население

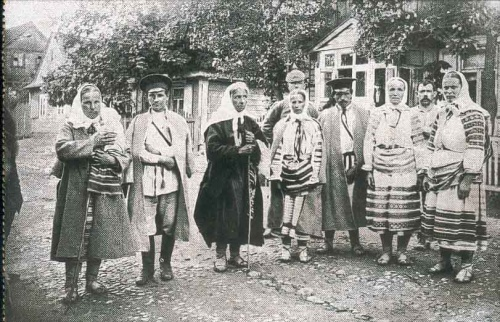
Местные жители города Кобрина. Фото около 1916

Чаще всего жителей Полесья называют «полещуками» или «полищуками». Термин «полещук» является экзоэтнонимом и как самоназвание жителями Полесья почти не употребляется.
В этническом отношении наиболее примечательны западные полещуки — восточнославянская этническая общность, обладающая некоторыми признаками самобытного, но не до конца сложившегося этноса. Ещё в XIX веке ряд исследователей (М. Довнар-Запольский, Д. З. Шендрик и др.) отмечали наличие у западных полищуков заметных особенностей в физическом облике.
Юлиан Талько-Гринцевич на основе антропологических черт выделял полещуков в самостоятельную группу, отличную от белорусов и украинцев. Полесский тип близок к альпинидам и характеризуется невысоким ростом, широким лицом и темными волосами
Павел Михайлович Шпилевский сознательно отличал полесский язык от белорусского и достаточно точно обозначил границы его распространения. Павел Осипович Бобровский пришёл к выводу, что полешуки — отличная и от белорусов, и от украинцев народность, хотя и имеющая с ними множество сходств.

## Язык

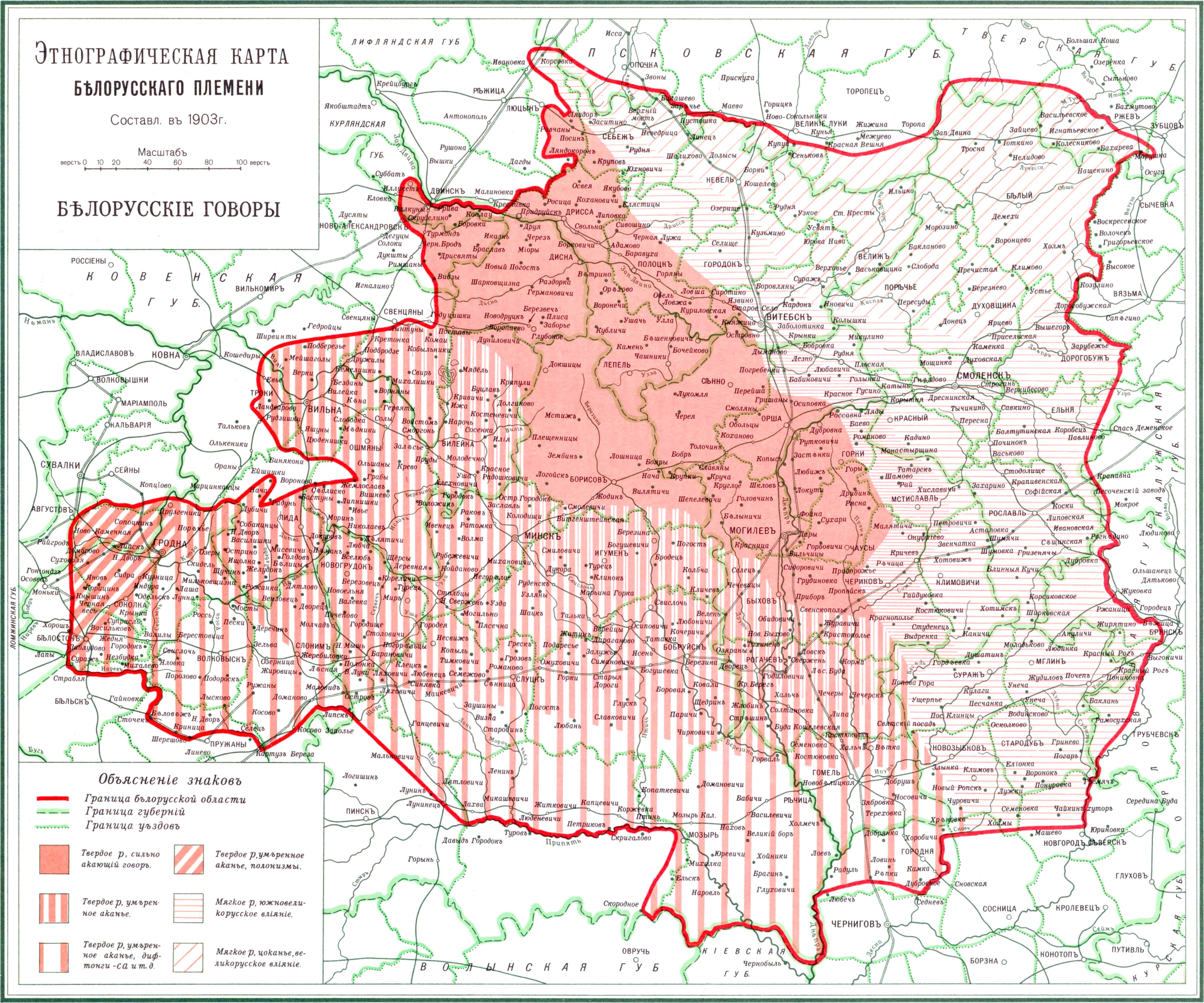
Этнографическая карта белорусского племени

Территория Украинского и Белорусского Полесья относится к области бытования полесских говоров. Эти говоры, распространённые на территории Украины, называют северным наречием украинского языка, на территории Беларуси — полесскими говорами в составе белорусского языка, либо переходными говорами от белорусского к украинскому языку.
Полесские говоры Беларуси представляют собой два совершенно различных по диалектному типу территориальных объединения — западнополесские и восточнополесские говоры. Западнополесская группа говоров, называемая также просто полесской, является самостоятельной по отношению к говорам в составе двух основных диалектов белорусского языка, тогда как восточно-полесские говоры являются частью юго-западного диалекта белорусского языка.
Северное наречие украинского языка, известное также как полесское, разделяется диалектологами на три диалекта: восточно-, средне- и западнополесский.
Фёдор Климчук отмечает, что западно-полесские говоры Беларуси и западно-полесская группа говоров северного наречия Украины представляют собой одно целостное родственное ядро говоров, ощутимой границы между ними нет.
В конце 1980-х годов группа энтузиастов во главе с лингвистом Николаем Шеляговичем занялась кодификацией языка на основе южно-яновских говоров. Однако в итоге дело закончилось практически ничем в первую очередь из-за узкой локализации выбранных за основу говоров, и множества слов, не характерных для других говоров Полесья. В научной литературе эта языковая норма известна как западно-полесский (микро)язык.

## История

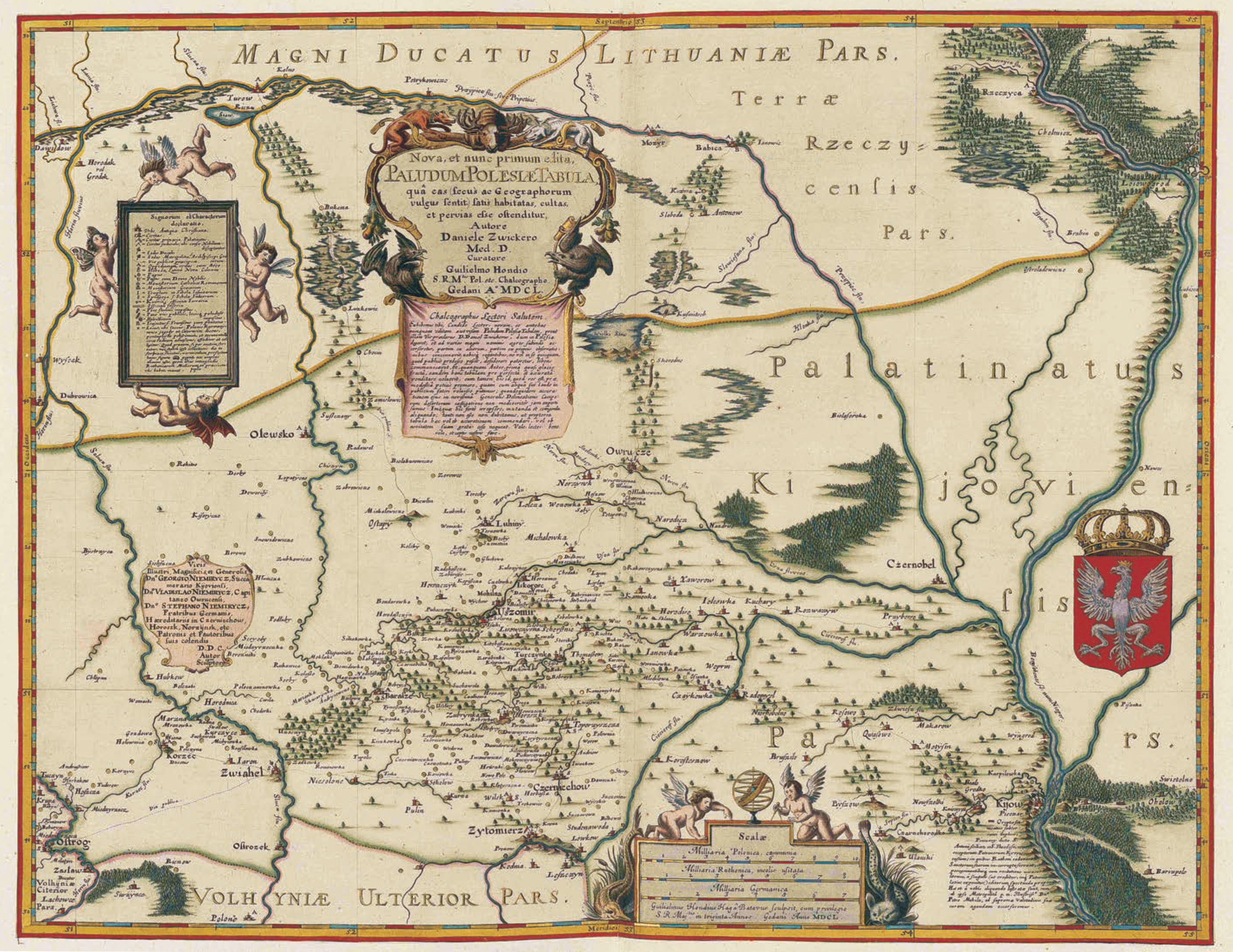
Карта Полесья Даниэля Цвикера PALUDUM POLESIÆ TABULA. В. Гондиус, 1650 год.

Впервые топоним Полесье упоминается под 1274 годом в Галицко-Волынской летописи, когда князь Мстислав «…ѿ Копылѧ воюıа по Полѣсью…». В польских источниках встречается термин polexiani («полексяне» или «полешане»), относящийся к одному из племён ятвягов. Считается, что термин «полешане» непосредственно происходит от топонима Полесье.
В 1650 году в Данциге была издана первая известная карта Полесья (Tabula Paludum Polesie Dr Ziekera). В исторических трудах Яна Длугоша, Мартина Кромера и Матея Стрыйковского топоним Полесье встречается неоднократно. Границы региона обозначались по-разному, однако в целом Полесье вписывалось в бассейн реки Припять. Кромер локализовал Полесье как землю, лежащую между Русью, Литвой, Пруссией, Волынью и Мазовией. В 1613 году Г. Гарритсом была издана карта Восточной Европы, на которой Полесье простиралось от Бреста до Мозыря и от Пинска до Дубровицы и Волыни.

## Другие значения
«Полесьем» также часто называют равнинные территории, свойственные районам распространения древних аллювиальных и водно-ледниковых отложений (главным образом песков) в окраинной полосе материкового оледенения Европы (например, Полесская низменность, Мещёрская низменность, равнины восточных районов Польши).